# Список послов СССР и России в Науру
В статье представлен список послов СССР и России в Науру.
- 30 декабря 1987 г. — установлены дипломатические отношения на уровне посольств. Отношения со стороны СССР и России осуществляются через посольство в Австралии.

## Список послов
| Срок полномочий                   | Посол                         | Годы жизни | Вручение верительных грамот | Комментарии         |
| --------------------------------- | ----------------------------- | ---------- | --------------------------- | ------------------- |
| СССР                              |                               |            |                             |                     |
| 4 августа 1988 — 28 августа 1990  | Евгений Матвеевич Самотейкин  | 1928—2014  |                             | По совместительству |
| 13 декабря 1990 — 25 декабря 1991 | Вячеслав Иванович Долгов      | 1937—      |                             | По совместительству |
| Российская Федерация              |                               |            |                             |                     |
| 25 декабря 1991 — 19 августа 1995 | Вячеслав Иванович Долгов      | 1937—      |                             | По совместительству |
| 19 августа 1995 — 6 сентября 1997 | Александр Прохорович Лосюков  | 1943—2021  |                             | По совместительству |
| 31 августа 1998 — 20 июля 2001    | Рашит Луфтулович Хамидулин    | 1936—2013  |                             | По совместительству |
| 20 июля 2001 — 10 ноября 2005     | Леонид Петрович Моисеев       | 1948—      |                             | По совместительству |
| 10 ноября 2005 — 29 июня 2010     | Александр Викторович Блохин   | 1951—      |                             | По совместительству |
| 29 июня 2010 — 28 июля 2016       | Владимир Николаевич Морозов   | 1949—      |                             | По совместительству |
| 8 сентября 2016 — 3 апреля 2019   | Григорий Семёнович Логвинов   | 1956—      | 28 января 2018              | По совместительству |
| 17 сентября 2019 — 18 апреля 2025 | Алексей Викторович Павловский | 1962—      |                             | По совместительству |